# Prosopocera insignis
Prosopocera insignis är en skalbaggsart som beskrevs av Jordan 1903. Prosopocera insignis ingår i släktet Prosopocera och familjen långhorningar. Inga underarter finns listade i Catalogue of Life.